# 埃德尔河畔弗兰肯贝格
埃德尔河畔弗兰肯贝格（德語：Frankenberg (Eder)），通称弗兰肯贝格（德語：Frankenberg，發音：[ˈfʁaŋkn̩ˌbɛʁk] ⓘ），是德国黑森州卡塞尔行政区瓦尔代克-弗兰肯贝格县的城市，面积124.86平方千米，2023年12月31日人口为18,138人。